# Enrampada elèctrica

Símbol d'advertència de tensió elèctrica perillosa.

Una enrampada  és el pas d'un corrent elèctric a través d'un ésser humà, o un animal, com a conseqüència d'una diferència de potencial, és a dir, de tenir diferents parts del cos en contacte amb potencials diferents; alguna sovint és a la terra (potencial nul). Les manifestacions més típiques són la sensació de formigueig i la contracció muscular, tot i que aquestes poden ser més greus, incloent la mort. Es pot viure com un xoc, amb les possibles corresponents lesions nervioses, alteracions químiques, danys tèrmics i altres conseqüències d'accidents secundaris, com ara fractures òssies).
Al costat de les magnituds de la tensió elèctrica, de la densitat de corrent i de la intensitat de corrent (amperatge), també té un paper el fet que es tracti de corrent altern o continu, així com quant de temps i per quina via el cos de la persona o l'animal ha estat travessat pel corrent elèctric.
Pot ser a causa d'un accident o també pot ser provocat, per exemple, a la rehabilitació muscular. Les descàrregues elèctriques al cervell s'han usat a la psiquiatria i com a mètode de tortura. La mort per enrampada, o electrocució, s'usa com a mètode de matar persones (cadira elèctrica) i animals, especialment insectes.

## Rampa muscular, rampa elèctrica i electrocució
En català, es reserven els termes «electrocutar» i «electrocució» per als casos d'accident elèctric amb resultat de mort.